# 弓削丸
弓削丸（ゆげまる）は、文部科学省が所有し、弓削商船高等専門学校が使用する練習船である。1994年に製造された3代目が運用されている。

## 概要
弓削丸 (2代)の代船として、三井造船玉野事業所で建造され1994年3月30日に竣工した。
学生の航海実習の他に、大学等の研究・調査にも使用されている。競技会等への学生の搬送に使用される事がある。
小中学生を対象に体験航海を毎年実施している。

## 略歴
- 1961年(昭和36年)3月 初代竣工 GT60旧トン 主機馬力200ps[1]
- 1970年(昭和45年)3月 2代目竣工 GT336.02旧トン 主機馬力700ps[1]
- 1994年(平成6年)3月 3代目竣工 三井造船株式会社　玉野事業所[1]

## 特徴
機関部に防振対策している。バウスラスタ、スタンスラスタにより操縦性は良好。女子学生の専用居住スペースを確保している。

## エピソード
1995年(平成7年)1月に発生した阪神・淡路大震災において、2回、救援航海をおこなった。1回目は文部科学省からの指示であったが、救援・支援活動の具体的な指示が無かったため、学校関係者や旧弓削町内に呼びかけて、トイレットペーパー、飲料水などを運んだ。2回目は、広島大学と岡山大学の医学部を中心としたボランティアチームの要請で、休息および給食などの支援を目的に、すでに支援作業を行っていた豊潮丸および広島丸から引き継いで支援を行い、山口県の大島商船高専の大島丸に引き継いだ。
国際交流航海を2回おこなった。1回目は1995年(平成7年)に、2回目は2001年(平成13年)に、いずれも韓国釜山の韓国海洋大学校を訪問した。
2018年に発生した平成30年7月豪雨では母港・弓削港のある上島町全域が断水した為、2日間で延べ90名(うち半数以上が港の近くにある弓削保育所の園児)にシャワーを提供した。
船名は、旧弓削町に隣接する旧上浦町出身の書家村上三島の揮毫による。